# Theatrum Pictorium
Theatrum Pictorium, ovvero Teatro delle pitture, è una raccolta di incisioni originali, pubblicata nel 1660 dal pittore David Teniers il Giovane (1610-1690), su commissione dell'arciduca Leopoldo Guglielmo d'Austria. Si tratta di un catalogo di incisioni, tratte da 243 dipinti di autori italiani e fiamminghi, scelti tra i circa 1.300 dipinti appartenenti alla collezione dell'arciduca. Nel 1673 apparve una seconda edizione, e una terza nel 1684

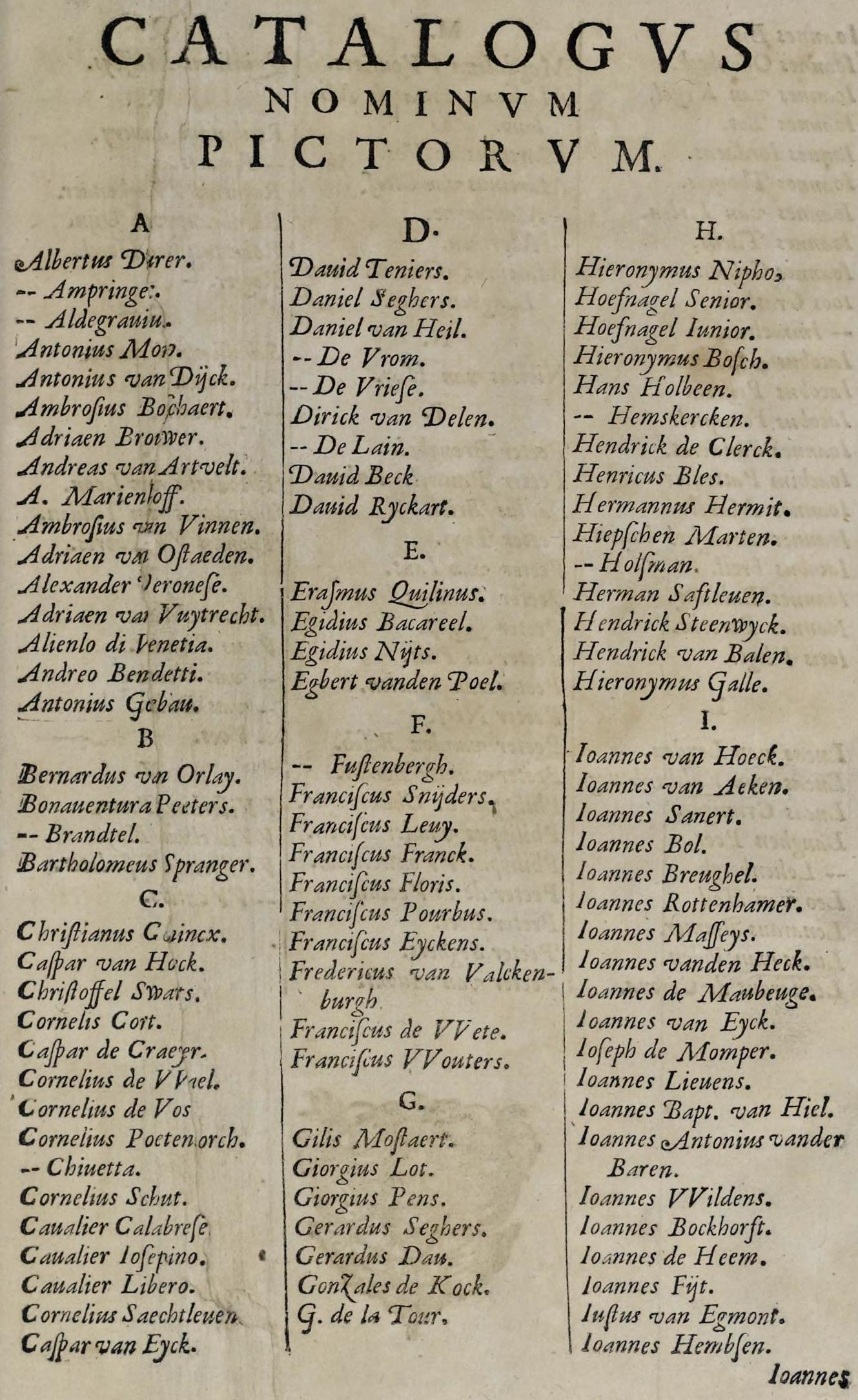
Catalogus dei pittori del Theatrum Pictorium

## Descrizione
Le incisioni sono 245, incluse 7 a doppia pagina e 16 contenenti 2 incisioni sullo stesso foglio. L'incisione numero 1 rappresenta un porto, dipinto da Teniers, e la didascalia (della prima edizione) - in olandese, francese, latino e spagnolo - informa che il libro è in vendita presso Jacobus Peeters, ad Anversa. L'incisione 245 è a doppia pagina e rappresenta Teniers mentre sta dipingendo la galleria dell'arciduca Leopoldo Guglielmo.

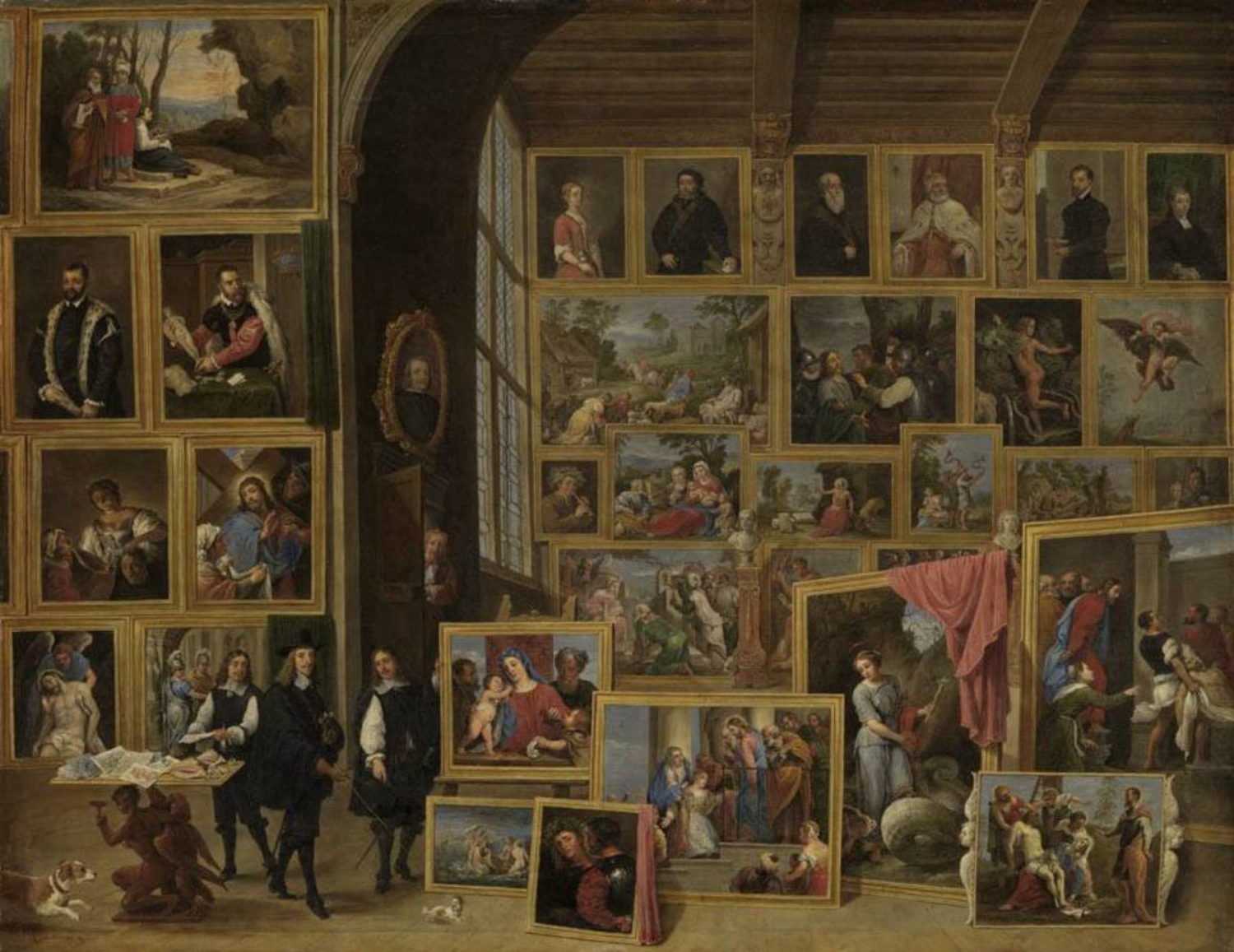
David Teniers il Giovane - Galleria dell'arciduca Leopoldo a Bruxelles, 1654-1670

## Storia
Leopoldo Guglielmo, governatore dei Paesi Bassi dal 1646 à 1656, raccolse a Bruxelles una grande collezione di opera d'arte, in parte frutto di acquisti da vendite all'asta di collezioni di nobili inglesi, scacciati dal Puritanesimo, come James Hamilton (1606-1649). La collezione comprendeva anche dipinti di Hans Holbein il Vecchio, di Pieter Brueghel il Vecchio, di Jan van Eyck, di Raffaello, di Giorgione, di Paolo Veronese, di Tiziano. Alla morte di Jan van den Hoecke, nel 1651, David Teniers il Giovane fu nominato conservatore di questa collezione.
Tornato a Vienna, alla fine del suo mandato, l'arciduca destinò la sua collezione al nipote Leopoldo I d'Austria, Oggi, gran parte di questa raccolta si trova a Vienna, al Kunsthistorisches Museum.

### Incisori
Diversi incisori realizzarono le immagini, tratte dalle pitture e presenti nel Theatrum pictorium, partendo da copie in miniatura, della dimensione di 17x25 cm circa, che Teniers aveva predisposto e che furono più tardi disperse, tanto che alcune risultano perdute.
- Coryn Boel (1620–1668), incisore francese
- Dominicus Claessens (1635–1690), incisore e pittore olandese
- Remoldus Eynhoudts  (1613–1680), incisore fiammingo
- Nicolas de Hoey,
- Wenceslas Hollar (1607–1677), incisore, cartografo, disegnatore ceco
- Théodor van Kessel (1620–1696), incisore fiammingo
- Coenrads Lauwers (1622–1675), incisore fiammingo
- Pieter van Lisebetten (1630–1678), pittore e incisore fiammingo
- Jan van Offenbeck (1623–1674), pittore e incisore fiammingo
- Jacobus Peeters,
- L. Popels,
- Jan Steen (1626–1679), pittore e incisore fiammingo
- Jan van Troyen (1610–1670), pittore e incisore fiammingo
- Lucas Vorsterman  (1595–1675), incisore fiammingo
- Coenrad Waumans (nato 1619), incisore (incisione con lo stemma di Leopoldo Guglielmo).

## Galleria d'immagini

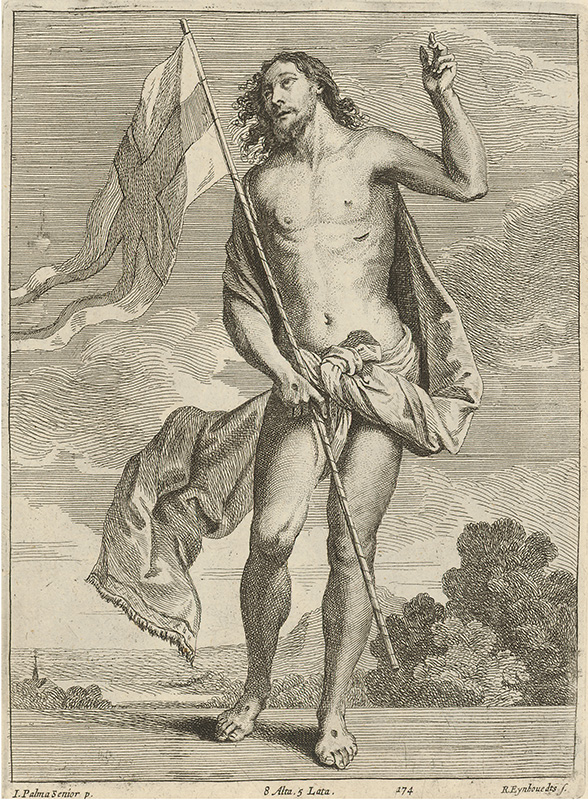
Remoldus Eynhoudt, da Palma il Vecchio [sic!], Cristo risorto (Tiziano)
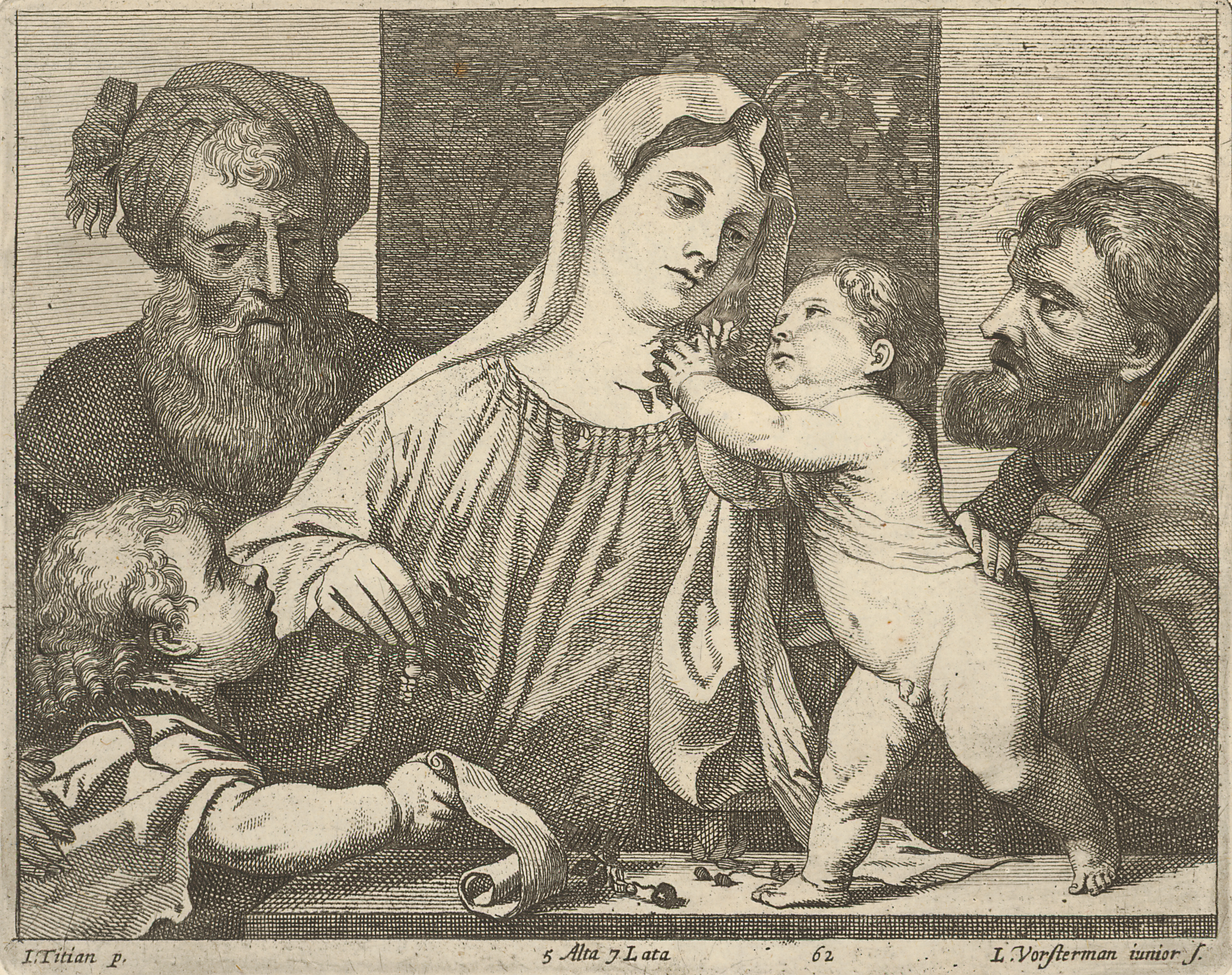
Lucas Vorsterman - Madonna delle Ciliegie (Tiziano)
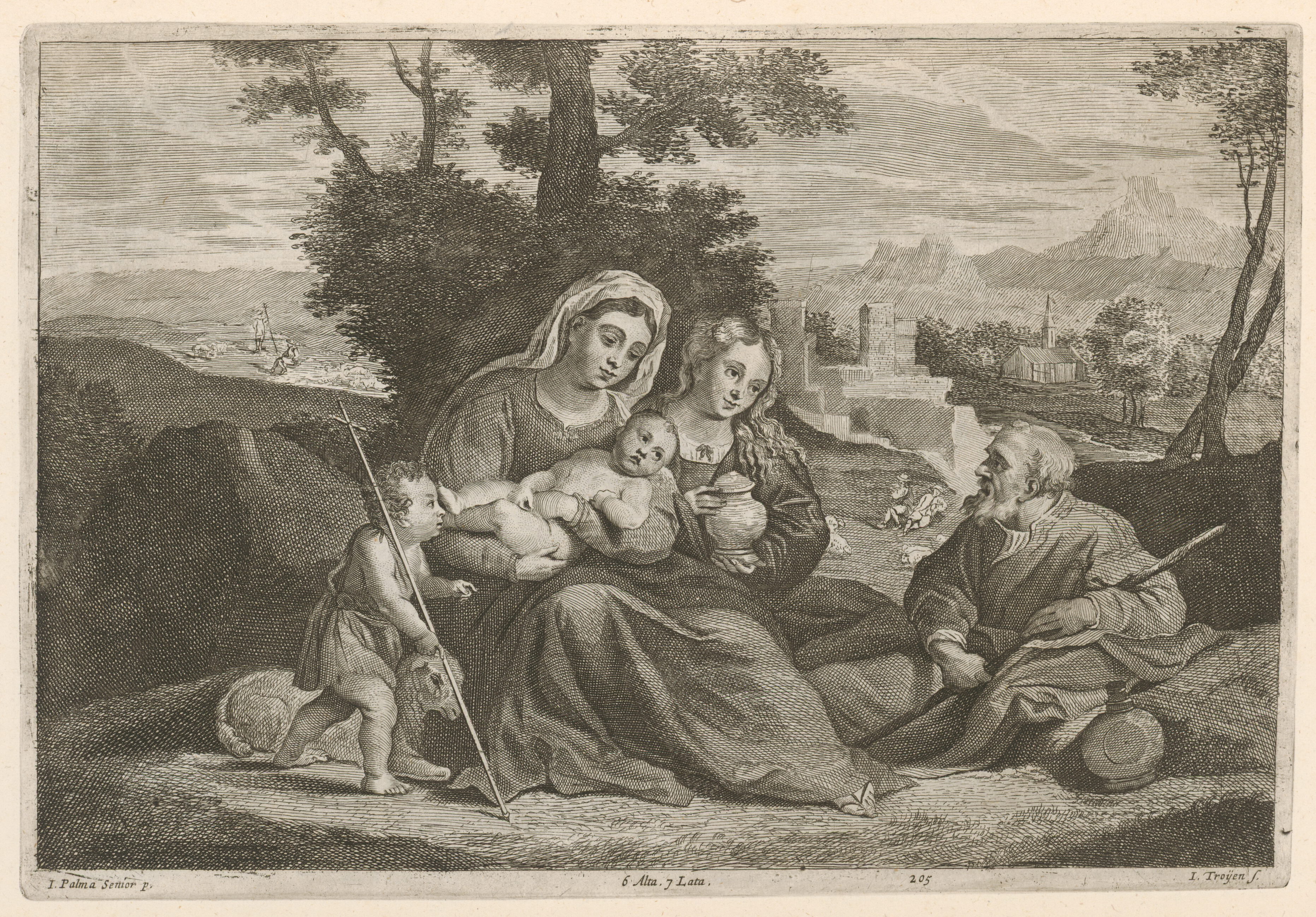
Jan van Troyen - Sacra Famiglia coi santi Giovannino e Maria Maddalena - (Palma il Vecchio)
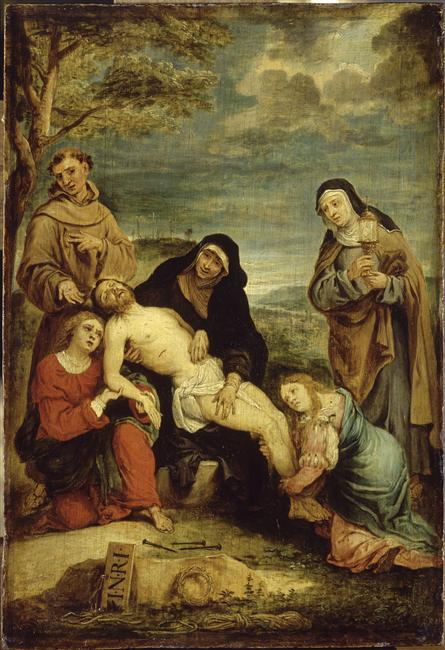
David Teniers il Giovane da Lorenzo Lotto, modello per Lamentazione (Louvre)